# Basilica chrysosticta
Basilica chrysosticta är en fjärilsart som beskrevs av George Francis Hampson 1896. Basilica chrysosticta ingår i släktet Basilica och familjen nattflyn. Inga underarter finns listade i Catalogue of Life.